# Daihatsu P-3
Daihatsu P-3 — спортивный автомобиль, выпущенный в 1966 году японским автопроизводителем Daihatsu.

## История
P-3 — первый гоночный автомобиль компании Daihatsu. Автомобиль оснащался 1,3-литровым рядным четырёхцилиндровым двигателем мощностью до 74,6 кВт (100 л. с.). Коробка передач — пятиступенчатая механическая (Hewland MK-IV).
Daihatsu P-3 дебютировал в 1966 году на «Гран-при Японии». Автомобиль участвовал в соревнованиях на трассе «Фудзи Спидвей», где победил в одноимённой категории (P3). В том же году автомобиль был заявлен на соревновании «1000 км Судзуки», где не финишировал в гонке.
В 1967 году автомобиль Daihatsu P-3 участвовал в гонке «12 часов Судзуки». Автомобиль №6 выиграл класс P1 и финишировал четвёртым в общем зачёте.
Преемником Daihatsu P-3 стал Daihatsu P-5.